# Marcel Fässler
Marcel Fässler (* 27. Mai 1976 in Einsiedeln) ist ein ehemaliger Schweizer Automobilrennfahrer.
Von 2000 bis 2005 startete er in der DTM. Seit 2006 tritt er im Langstreckensport an und startet seit 2010 als Audi Werkspilot. Aktuell fährt er in der FIA-Langstrecken-Weltmeisterschaft. Zu seinen größten Erfolgen zählen Siege im 24-Stunden-Rennen von Le Mans in den Jahren 2011, 2012 und 2014 sowie ein Sieg beim 12-Stunden-Rennen von Sebring im Jahr 2013.

## Karriere
1983 saß Fässler im Alter von sieben Jahren zum ersten Mal am Steuer eines Go-Karts. Bis 1993 fuhr er Kartrennen in verschiedenen Kategorien. Von 1993 bis 1995 besuchte er die berühmte Rennfahrerschule École Winfield im französischen Le Castellet, die er als drittbester Fahrer des Jahrgangs abschloss. 1995 belegte er den dritten Gesamtrang in der französischen Formel-Campus-Meisterschaft.
1996 fuhr Fässler in der französischen Formel-Renault-Meisterschaft, wo er den dritten Gesamtplatz errang und zum Rookie of the Year gewählt wurde. Fässler wechselte in die Formel 3 und fuhr 1997 und 1998 in der französischen Formel-3-Meisterschaft. 1997 erreichte er den elften Gesamtplatz, 1998 war er in der Endabrechnung Vierter. 1999 wurde Fässler Vizemeister in der deutschen Formel-3-Meisterschaft.
Zur Wiedereinführung der DTM im Jahre 2000 wurde Fässler vom Mercedes-Benz-Werksteam als Fahrer in der höchsten deutschen Tourenwagenklasse unter Vertrag genommen. Für Mercedes-Benz fuhr Fässler von 2000 bis 2003. Bei den Großen Preisen von Monaco und Kanada vertrat er 2001 den verletzten Bernd Mayländer als Fahrer des Safety Car in der Formel 1. In den Saisons 2000 bis 2002 errang Fässler in der DTM-Gesamtwertung dreimal den vierten Gesamtrang. In seiner besten DTM-Saison 2003 wurde er in der Endabrechnung Dritter. Insgesamt errang Fässler in dieser Zeit drei DTM-Lauf-Siege. 2004 und 2005 pilotierte Fässler einen Opel Vectra GTS V8. Er wurde 2004 Neunter und 2005 Elfter der DTM-Gesamtwertung. Nach dem Ausstieg von Opel aus der DTM zum Ende der Saison 2005 bekam Fässler keinen neuen Vertrag als DTM-Fahrer.
2006 fuhr Fässler zusammen mit Harold Primat einen Courage-LC70-Le-Mans-Prototyp für das Team Swiss Spirit in der Le Mans Series, wo er den 4. Gesamtplatz errang. 2007 war er zusätzlich dritter Einsatzfahrer des A1 Team Schweiz in der A1GP-Serie.
Am 9. und 10. Juni 2007 nahm Fässler zusammen mit Klaus Ludwig, Robert Lechner und Sascha Bert auf einem Aston Martin DBRS9 am 24-Stunden-Rennen auf dem Nürburgring teil. Auf Position vier liegend schied das Team sechs Stunden vor Ende des Rennens mit einem Motorschaden aus. Am 29. Juli 2007 gewann Fässler zusammen mit Jean-Denis Delétraz, Mike Hezemans und Fabrizio Gollin auf einer Chevrolet Corvette C6.R des Teams Carsport Holland das 24-Stunden-Rennen von Spa-Francorchamps und ein weiteres Rennen der FIA-GT-Meisterschaft in Zolder für das Konkurrenzteam Phoenix Racing.
2008 erhielt er bei Phoenix ein Vertrag über die Gesamte Saison der FIA-GT-Meisterschaft. Dort gewann er mit Jean-Denis Delétraz die beiden Meisterschaftsläufe auf dem Stadtkurs in Bukarest und beendete drei weitere Läufe auf dem Podium. Daneben startete Fässler mit Olivier Panis und Simon Pagenaud für ORECA beim 24-Stunden-Rennen von Le Mans und schied dabei nach einem Unfall aus. Zudem unterstützte er eine Reihe von Teams in unterschiedlichen Serien. So fuhr Fässler neben seinem Engagement in der FIA GT auch Rennen in der französischen GT-Meisterschaft, der International GT Open und zwei Meisterschaftsläufe der American Le Mans Series beim Werksteam von Audi.
2009 wechselte Fässler in die International GT Open und pilotierte dort einen Ferrari F430 GTC des Schweizer Team Trottel Racing, bei dem er 2008 schon gelegentlich ins Steuer gegriffen hatte. Er und Joël Camathias schlossen die Saison mit sechs Gesamtsiegen als Meister ab. Zudem erhielt er bei Speedy Racing Team Sebah die Möglichkeit einen Le-Mans-Prototyp in der Le Mans Series zu pilotieren. Bis auf einen zweiten Platz beim Saisonfinale in Silverstone erzielte Fässler nur mittelmäßige Ergebnisse. Beim 24-Stunden-Rennen von Le Mans, bei dem Speedy Racing auch startete, fuhr Fässler hingegen für das Werksteam von Corvette, die er 2009 bereits bei den längeren Meisterschaftsläufe der American Le Mans Series in Sebring und beim Petit Le Mans unterstützte. Bei seinem Vorjahresteam Phonix Racing bestritt Fässler zudem das 24-Stunden-Rennen von Spa-Francorchamps bei dem er, Marc Basseng, Henri Moser und Alexandros Margaritis mit dem Audi R8 LMS auf dem Podium und als Klassensieger der G2-Kategorie abschloss.
2010 unterschrieb Fässler einen Vertrag beim Audi-Werksteam Joest Racing und bestritt für das Team das 1000-km-Rennen von Spa-Francorchamps, die 24 Stunden von Le Mans und das Petit Le Mans.
Am 12. Juni 2011 siegte Fässler als erster Schweizer beim 24-Stunden-Rennen von Le Mans. Auf einem Audi R18 fuhr er mit seinen Teamkollegen Benoît Tréluyer und André Lotterer zu einem sehr knappen Sieg, gefolgt von drei Wagen Peugeot 908 HDi FAP des Teams Peugeot Sport.
Seine Verbundenheit zu Rennfahrzeugen zeigt Marcel Fässler gelegentlich auch in repräsentativer Art, beispielsweise als Pilot von Renntaxis anlässlich des internationalen Bergrennens Arosa ClassicCar 2012.
Am 17. März 2021 gab er seinen Rücktritt als Rennfahrer und den Wechsel in die Privatwirtschaft bekannt.

## Statistik

### Le-Mans-Ergebnisse
| Jahr | Team                  | Fahrzeug                    | Teamkollege         | Teamkollege     | Platzierung | Ausfallgrund    |
| ---- | --------------------- | --------------------------- | ------------------- | --------------- | ----------- | --------------- |
| 2006 | Swiss Spirit          | Courage LC70                | Harold Primat       | Philipp Peter   | Ausfall     | Getriebeschaden |
| 2007 | Swiss Spirit          | Lola B07/18                 | Jean-Denis Delétraz | Iradj Alexander | Ausfall     | Elektrik        |
| 2008 | Team ORECA Matmut     | Courage-ORECA LC70          | Olivier Panis       | Simon Pagenaud  | Ausfall     | Unfall          |
| 2009 | Corvette Racing       | Chevrolet Corvette C6.R     | Oliver Gavin        | Olivier Beretta | Ausfall     | Getriebeschaden |
| 2010 | Audi Sport Team Joest | Audi R15 TDI                | André Lotterer      | Benoît Tréluyer | Rang 2      |                 |
| 2011 | Audi Sport Team Joest | Audi R18                    | André Lotterer      | Benoît Tréluyer | Gesamtsieg  |                 |
| 2012 | Audi Sport Team Joest | Audi R18 e-tron quattro     | André Lotterer      | Benoît Tréluyer | Gesamtsieg  |                 |
| 2013 | Audi Sport Team Joest | Audi R18 e-tron quattro     | André Lotterer      | Benoît Tréluyer | Rang 5      |                 |
| 2014 | Audi Sport Team Joest | Audi R18 e-tron quattro     | André Lotterer      | Benoît Tréluyer | Gesamtsieg  |                 |
| 2015 | Audi Sport Team Joest | Audi R18 E-Tron Quattro RP5 | André Lotterer      | Benoît Tréluyer | Rang 3      |                 |
| 2016 | Audi Sport Team Joest | Audi R18 RP6                | André Lotterer      | Benoît Tréluyer | Rang 4      |                 |
| 2017 | Corvette Racing       | Chevrolet Corvette C7.R     | Oliver Gavin        | Tommy Milner    | Rang 24     |                 |
| 2018 | Corvette Racing       | Chevrolet Corvette C7.R     | Oliver Gavin        | Tommy Milner    | Ausfall     | Defekt          |
| 2019 | Corvette Racing       | Chevrolet Corvette C7.R     | Oliver Gavin        | Tommy Milner    | Ausfall     | Unfall          |

### Sebring-Ergebnisse
| Jahr | Team                  | Fahrzeug                | Teamkollege    | Teamkollege     | Platzierung             | Ausfallgrund    |
| ---- | --------------------- | ----------------------- | -------------- | --------------- | ----------------------- | --------------- |
| 2009 | Corvette Racing       | Chevrolet Corvette C6.R | Oliver Gavin   | Olivier Beretta | Rang 6                  |                 |
| 2012 | Audi Sport Team Joest | Audi R18 TDI            | André Lotterer | Benoît Tréluyer | Rang 15                 |                 |
| 2013 | Audi Sport Team Joest | Audi R18 e-tron quattro | Oliver Jarvis  | Benoît Tréluyer | Gesamtsieg              |                 |
| 2016 | Corvette Racing       | Chevrolet Corvette C7.R | Oliver Gavin   | Tommy Milner    | Rang 10 und Klassensieg |                 |
| 2017 | Corvette Racing       | Chevrolet Corvette C7.R | Oliver Gavin   | Tommy Milner    | Ausfall                 | Motor überhitzt |
| 2018 | Corvette Racing       | Chevrolet Corvette C7.R | Oliver Gavin   | Tommy Milner    | Rang 15                 |                 |
| 2019 | Corvette Racing       | Chevrolet Corvette C7.R | Oliver Gavin   | Tommy Milner    | Rang 18                 |                 |
| 2020 | Corvette Racing       | Chevrolet Corvette C8.R | Oliver Gavin   | Tommy Milner    | Rang 26                 |                 |

### 24-h-Nürburgring-Ergebnisse
| Jahr | Team                      | Fahrzeug           | Teamkollege       | Teamkollege    | Teamkollege       | Platzierung | Ausfallgrund    |
| ---- | ------------------------- | ------------------ | ----------------- | -------------- | ----------------- | ----------- | --------------- |
| 2007 | Team Phoenix              | Aston Martin DBRS9 | Klaus Ludwig      | Robert Lechner | Sascha Bert       | Ausfall     | Motorschaden    |
| 2009 | Audi Sport Team Phoenix   | Audi R8 LMS GT3    | Marc Basseng      | Frank Stippler | Mike Rockenfeller | Rang 5      |                 |
| 2010 | Audi Sport Team Phoenix   | Audi R8 LMS GT3    | Frank Biela       | Marc Hennerici | Pierre Kaffer     | Ausfall     | Motoraufhängung |
| 2011 | Audi Sport Team Phoenix   | Audi R8 LMS GT3    | Marc Basseng      | Frank Stippler |                   | Rang 3      |                 |
| 2012 | Audi Sport Team Phoenix   | Audi R8 LMS ultra  | Christopher Mies  | Frank Stippler | René Rast         | Rang 5      |                 |
| 2013 | G-Drive Racing by Phoenix | Audi R8 LMS ultra  | Markus Winkelhock | Frank Stippler | Mike Rockenfeller | Rang 5      |                 |
| 2014 | Audi Sport Team Phoenix   | Audi R8 LMS ultra  | Marc Basseng      | Frank Stippler | Laurens Vanthoor  | Ausfall     | Unfall          |
| 2015 | Audi Sport Team Phoenix   | Audi R8 LMS        | Marc Basseng      | Frank Stippler | Mike Rockenfeller | Ausfall     | Unfall          |

### Einzelergebnisse in der FIA-Langstrecken-Weltmeisterschaft
| Saison  | Team                  | Rennwagen               | 1   | 2   | 3   | 4   | 5   | 6   | 7   | 8   | 9   |
| ------- | --------------------- | ----------------------- | --- | --- | --- | --- | --- | --- | --- | --- | --- |
| 2012    | Audi Sport Team Joest | Audi R18 e-tron quattro | SEB | SPA | LEM | SIL | SAO | BAH | FUJ | SHA |     |
| 2012    | Audi Sport Team Joest | Audi R18 e-tron quattro | 15  | 2   | 1   | 1   | 2   | 1   | 2   | 3   |     |
| 2013    | Audi Sport Team Joest | Audi R18                | SIL | SPA | LEM | SAO | AUS | FUJ | SHA | BAH |     |
| 2013    | Audi Sport Team Joest | Audi R18                | 2   | 1   | 5   | 1   | 3   | 26  | 1   | 2   |     |
| 2014    | Audi Sport Team Joest | Audi R18                | SIL | SPA | LEM | AUS | FUJ | SHA | BAH | SAO |     |
| 2014    | Audi Sport Team Joest | Audi R18                | DNF | 5   | 1   | 1   | 6   | 4   | 4   | 5   |     |
| 2015    | Audi Sport Team Joest | Audi R18                | SIL | SPA | LEM | NÜR | AUS | FUJ | SHA | BAH |     |
| 2015    | Audi Sport Team Joest | Audi R18                | 1   | 1   | 3   | 3   | 2   | 3   | 3   | 2   |     |
| 2016    | Audi Sport Team Joest | Audi R18                | SIL | SPA | LEM | NÜR | MEX | AUS | FUJ | SHA | BAH |
| 2016    | Audi Sport Team Joest | Audi R18                | DNF | 5   | 4   | 3   | 2   | 6   | DNF | 6   | 2   |
| 2018/19 | Corvette Racing       | Chevrolet Corvette C7.R | SPA | LEM | SIL | FUJ | SHA | SEB | SPA | LEM |     |
| 2018/19 | Corvette Racing       | Chevrolet Corvette C7.R |     | DNF |     |     |     |     |     | DNF |     |

### Einzelergebnisse in der DTM
| Saison | Team         | Hersteller | 1   | 2   | 3   | 4   | 5   | 6    | 7   | 8   | 9   | 10  | 11  | 12  | 13  | 14  | 15  | 16  | Punkte | Rang |
| ------ | ------------ | ---------- | --- | --- | --- | --- | --- | ---- | --- | --- | --- | --- | --- | --- | --- | --- | --- | --- | ------ | ---- |
| 2000   | HWA Team     | Mercedes   | HO1 | HO1 | OS1 | OS1 | NOR | NOR  | SAC | SAC | NÜ1 | NÜ1 | OS2 | OS2 | NÜ2 | NÜ2 | HO2 | HO2 | 116    | 4.   |
| 2000   | HWA Team     | Mercedes   | 2   | 2   | 9   | 3   | 13  | 7    | 10  | 4   | 3   | 3   | NC  | 12  | 4   | 2   | 5   | DNF | 116    | 4.   |
| 2001   | HWA Team     | Mercedes   | HO1 | NÜ1 | OSC | SAC | NOR | LAU  | NÜ2 | SPI | ZAN | HO2 |     |     |     |     |     |     | 76     | 4.   |
| 2001   | HWA Team     | Mercedes   | 2   | 5   | 1   | 9   | DNF | 8    | DNF | 6   | 5   | 5   |     |     |     |     |     |     | 76     | 4.   |
| 2002   | HWA Team     | Mercedes   | HO1 | ZOL | DON | SAC | NOR | LAU  | NÜR | SPI | ZAN | HO2 |     |     |     |     |     |     | 30     | 4.   |
| 2002   | HWA Team     | Mercedes   | DNF | 9   | 6   | 4   | DNS | 3    | 4   | 1   | 3   | 5   |     |     |     |     |     |     | 30     | 4.   |
| 2003   | HWA Team     | Mercedes   | HO1 | ADR | NÜ1 | LAU | NOR | DON  | NÜ2 | SPI | ZAN | HO2 |     |     |     |     |     |     | 57     | 3.   |
| 2003   | HWA Team     | Mercedes   | 2   | 4   | 2   | 10  | 2   | 4    | 5   | 1   | 6   | 3   |     |     |     |     |     |     | 57     | 3.   |
| 2004   | Team Phoenix | Opel       | HO1 | EST | ADR | LAU | NOR | SHA1 | NÜR | OSC | ZAN | BRN | HO2 |     |     |     |     |     | 13     | 9.   |
| 2004   | Team Phoenix | Opel       | DNF | 20* | DNF | 7   | DNF | 14*  | 4   | 8   | 10  | 4   | DNF |     |     |     |     |     | 13     | 9.   |
| 2005   | Team Holzer  | Opel       | HO1 | LA1 | SPA | BRN | OSC | NOR  | NÜR | ZAN | LA2 | IST | HO2 |     |     |     |     |     | 12     | 12.  |
| 2005   | Team Holzer  | Opel       | 9   | 13  | 5   | 15  | 8   | DNF  | 13  | 5   | DNF | 10  | 6   |     |     |     |     |     | 12     | 12.  |

| Legende  | Legende            | Legende                                                          |
| Farbe    | Abkürzung          | Bedeutung                                                        |
| -------- | ------------------ | ---------------------------------------------------------------- |
| Gold     | –                  | Sieg                                                             |
| Silber   | –                  | 2. Platz                                                         |
| Bronze   | –                  | 3. Platz                                                         |
| Grün     | –                  | Platzierung in den Punkten                                       |
| Blau     | –                  | Klassifiziert außerhalb der Punkteränge                          |
| Violett  | DNF                | Rennen nicht beendet (did not finish)                            |
| Violett  | NC                 | nicht klassifiziert (not classified)                             |
| Rot      | DNQ                | nicht qualifiziert (did not qualify)                             |
| Rot      | DNPQ               | in Vorqualifikation gescheitert (did not pre-qualify)            |
| Schwarz  | DSQ                | disqualifiziert (disqualified)                                   |
| Weiß     | DNS                | nicht am Start (did not start)                                   |
| Weiß     | WD                 | zurückgezogen (withdrawn)                                        |
| Hellblau | PO                 | nur am Training teilgenommen (practiced only)                    |
| Hellblau | TD                 | Freitags-Testfahrer (test driver)                                |
| ohne     | DNP                | nicht am Training teilgenommen (did not practice)                |
| ohne     | INJ                | verletzt oder krank (injured)                                    |
| ohne     | EX                 | ausgeschlossen (excluded)                                        |
| ohne     | DNA                | nicht erschienen (did not arrive)                                |
| ohne     | C                  | Rennen abgesagt (cancelled)                                      |
| ohne     | keine WM-Teilnahme |                                                                  |
| sonstige | P/fett             | Pole-Position                                                    |
| sonstige | 1/2/3/4/5/6/7/8    | Punktplatzierung im Sprint-/Qualifikationsrennen                 |
| sonstige | SR/kursiv          | Schnellste Rennrunde                                             |
| sonstige | *                  | nicht im Ziel, aufgrund der zurückgelegten Distanz aber gewertet |
| sonstige | ()                 | Streichresultate                                                 |
| sonstige | unterstrichen      | Führender in der Gesamtwertung                                   |

1 Das Rennen in Shanghai zählte nicht zur Meisterschaft.